# Длинный Каньон
Длинный Каньон — затопленный карьер, который располагается в западной части Богдановского сельского поселения на территории Каменского района Ростовской области.

## История
На месте Длинного Каньона раньше находился карьер, в котором проходила добыча камня. Карьер носил название «участок № 7 Северо-Донецкого (Федорцовского) месторождения песчаников». Участок № 7 впервые был обследован в 1962—1963 гг. В отчёте было сказано что, 25 % проб не удовлетворили по качеству для щебня марки «600» и поэтому работы были приостановлены на стадии поискового обследования. В 1965 году произведена детальная разведка на площади 100 га (длина участка 2500 м, ширина около 400 м), выполнена Ростовским филиалом института Гипротранскарьер.
В 1991 году руководством Репнянского карьероуправления было принято решение затопить карьер, по причине перехода на разработку нового участка добычи природного камня, которым стал участок № 5 «Мартынов курган».

## Описание
Длинный Каньон (участок № 7) считается самым большим затопленным карьером среди объектов Ростовской области. На его территории образовался водоём, длина которого составляет 2,2 км. Карьер расположен в 6 км к юго-западу от поселка Чистоозёрного и в 10 километрах к юго-востоку от города Каменск-Шахтинский. Максимальная ширина водоёма составляет около 100 метров. Глубина — около 30—50 м. Водоём подпитывают подземные источники, вода в нём остаётся прохладной даже при высоких температурах воздуха. Берега объекта скалистые и обрывистые, достигают в высоту 40 м.